# Фробен фон Валдбург-Цайл
Фробен фон Валдбург-Цайл (на немски: Froben von Waldburg-Zeil; * 19 август 1569; † 4 май 1614) е „имперски трушсес“, фрайхер на Валдбург, граф на Цайл, господар на Цайл и Вурцах.

## Биография
Той е вторият син на трушсес Якоб V фон Валдбург-Волфег-Цайл (1546 – 1589) и съпругата му графиня Йохана фон Цимерн-Мескирх (1548 – 1613), дъщеря на автора на „Хрониката на графовете фон Цимерн“ граф Фробен Кристоф фон Цимерн (1519 – 1566) и графиня Кунигунда фон Еберщайн (1528 – 1575).
Император Фердинанд II издига на 28 февруари 1628 г. в Прага Фробен на „имперски трушсес“, фрайхер на Валдбург и граф на Цайл, а брат му Хайнрих (1568 – 1637) на наследствен „трушсес“ на Валдбург и през 1628 г. граф на Волфег.

## Фамилия
Първи брак: през 1592 г. с фрайин Катарина Йохана фон Тьоринг (* 1577; † 1593), дъщеря на фрайхер Евстах фон Тьоринг-Зеефелд (1551/1552 – 1615) и фрайин Катарина фон Бемелберг-Хоенбург (1558 – 1612). Бракът е бездетен.
Втори брак: февруари 1596 г. с фрайин Анна Мария фон Тьоринг-Жетенбах (* 1578; † 25 ноември 1636), дъщеря на фрайхер Ханс Файт фон Тьоринг-Жетенбах (1524 – 1582) и фрайин Анна Сибила фон Ламберг (1560 – 1621). Те имат четири деца:
- Мария Елизабет фон Валдбург-Цайл († 22 юли 1660, Аугсбург), омъжена на 10 септември 1618 г. в Цайл за граф Ото Хайнрих Фугер фон Кирхберг-Вайсенхорн (* 12 януари 1592; † 12 октомври 1644)
- Йохан Якоб I фон Валдбург-Цайл (* 2 август 1602; † 18 април 1674), фрайхер на Валдбург, имперски граф на Цайл (Виена на 7 септември 1628) и господар на Траухбург, Вурцах, Волфек и Валдзее, женен на 22 ноември 1621 г. за графиня Йохана фон Волкенщайн-Тростбург († 20 август 1680)
- Йохан Вунибалд фон Валдбург-Цайл († 161?, умира млад)
- Анна Валпурга фон Валдбург-Цайл († 1652), омъжена I. за конте Джовани Батиста ди Лодрон († 1631, убит в Десау), II. за граф Антонио Мария Мелци (* 7 септември 1604; † убит 1640), III. за Йохан Баптист фон Щален